# Yosegi-zaiku

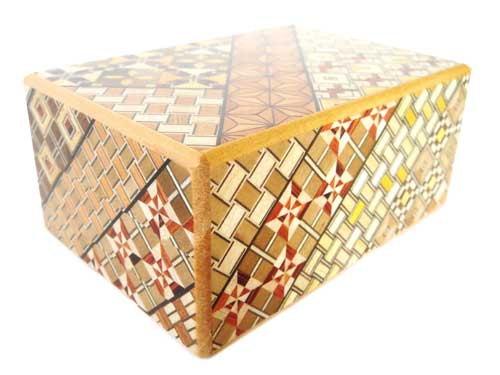
Caja secreta japonesa yosegi.

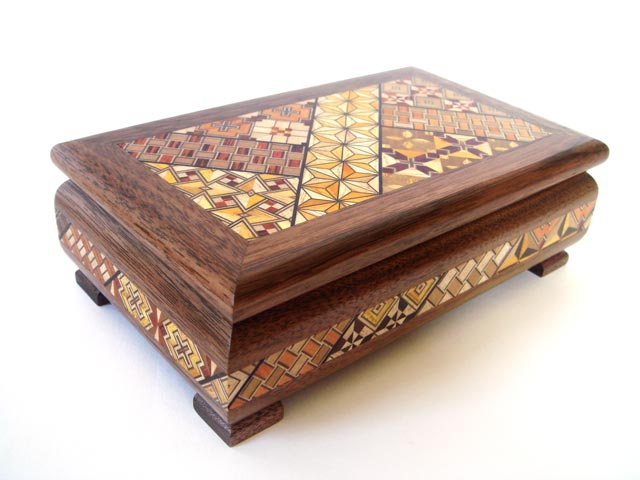
Joyero yosegi japonés.

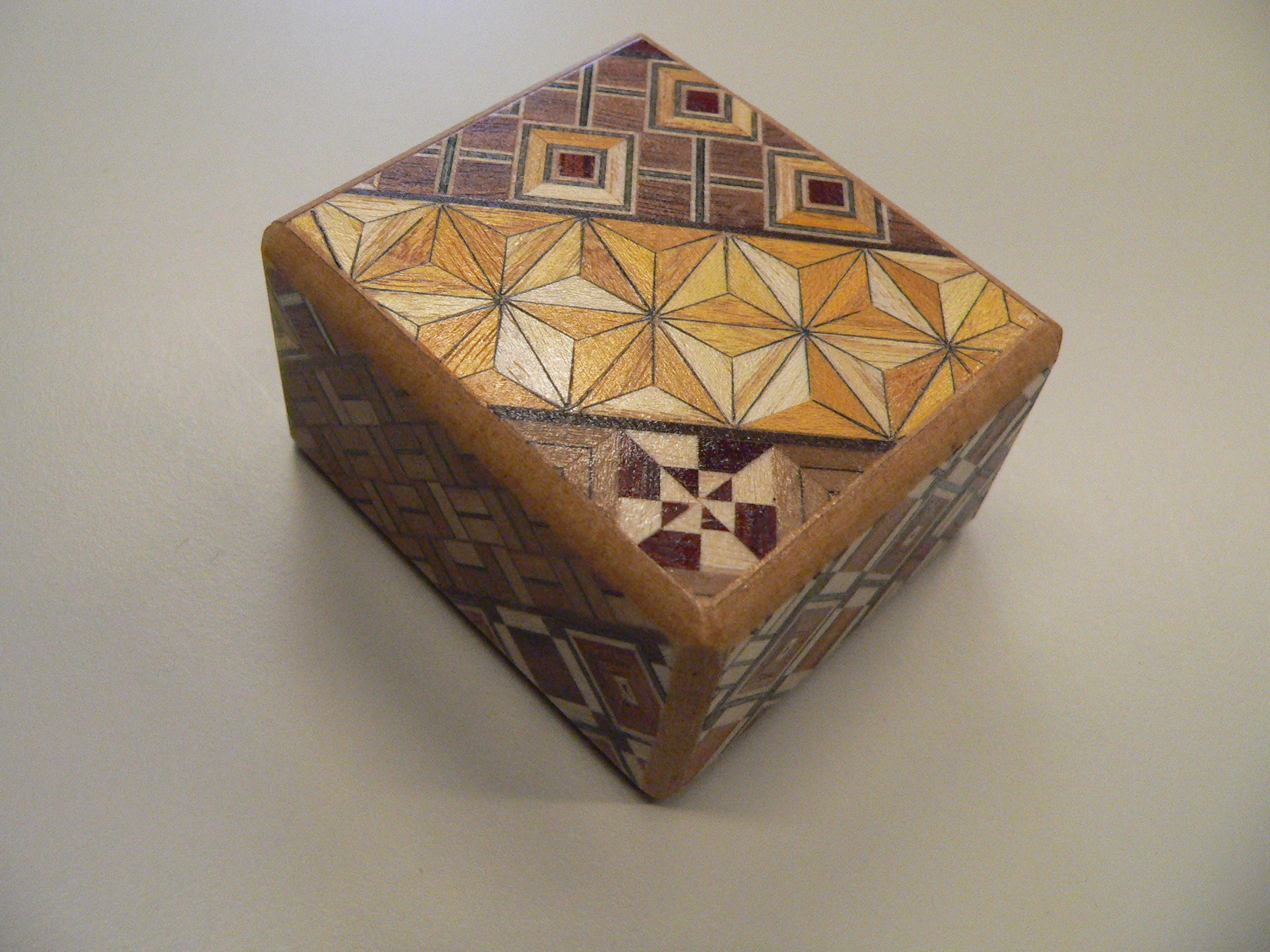
Una himitsu-bako con un motivo yosegi.

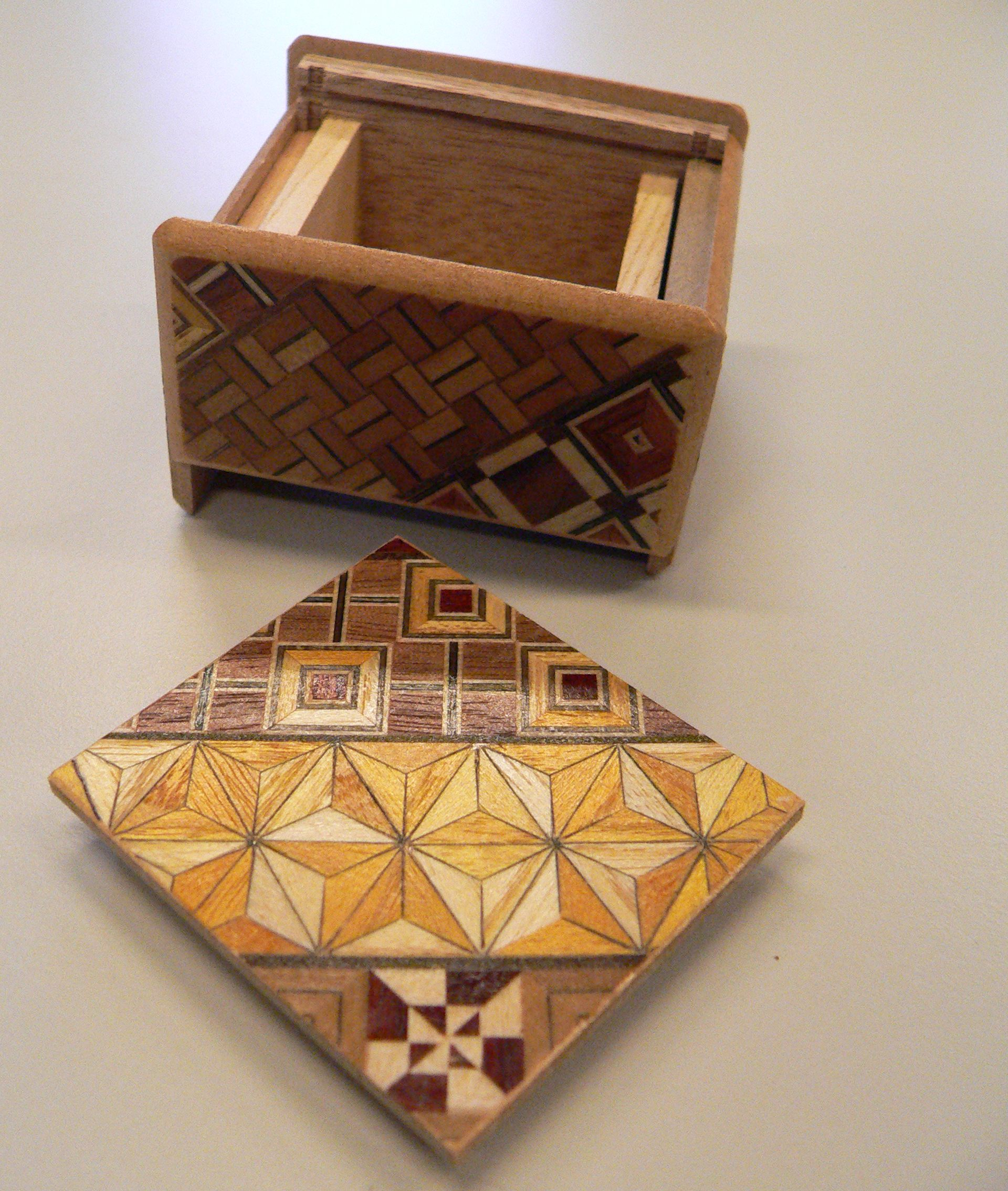
Himitsu-bako, abierto.

Un yosegi-zaiku (寄木細工?), o simplemente yosegi (寄木?), es un tipo de marquetería tradicional japonesa originada a finales del período Edo (1603 - 1867). Es ampliamente conocido en todo el mundo.
Es usado comúnmente en las caras exteriores de las cajas secretas japonesas (himitsu-bako), pero también decora muchas otras artesanías, como bandejas, cofres, marcos de fotos o joyeros.

## Fabricación
El yosegi es un proceso complejo de marquetería donde se combinan en mosaico las diferentes texturas y colores de la madera natural, cortadas y asociadas al pegarlas para formar un patrón. El primer elemento se corta luego en piezas que se unen y se pegan. El bloque así obtenido se corta luego de nuevo en un ensamblaje mediante collages, formando así una placa llamada tane-ita (種板?) .
Esta placa está planeada para obtener láminas delgadas de madera, los zuku, que luego se adelgazan y se planchan. Luego, los zuku se aplican a las superficies a decorar y se cubren con un acabado final lacado.

## Utilización en la artesanía japonesa
El yosegi se usa comúnmente para decorar una amplia variedad de productos artesanos de madera. Uno de los usos más comunes y conocidos es en los himitsu-bako, las cajas japonesas de apertura secreta. 
Las cajas himitsu-bako tienen un complejo sistema de apertura, compuesto de partes móviles que los propietarios desplazan en un orden específico, realizando una combinación que permite el acceso a su contenido. Otras cajas tienen un mecanismo interno, y es con la presión sobre un botón oculto en la marquetería lo que activa su apertura. Hay muchas formas de cajas japonesas y de diferentes patrones. El trabajo de marquetería del tipo yosegi está particularmente adaptado a las formas de las partes móviles y a los desplazamientos que realizan.
La marquetería Hakone-yosegi-zaiku, típica de la región de Hakone, fue creada al final del período Edo por un artesano local, Nihei Ishikawa (1790-1850). El pueblo de Hakone, a unos cien kilómetros al este de Tokio, en la prefectura de Kanagawa, es particularmente famoso por su himitsu-bako y su marquetería. 
El uso de la marquetería de Hakone-yosegi-zaiku para la decoración de las cajas himitsu-bako es tardío, y data de la era Meiji (1868-1912). Las primeras cajas de apertura secreta, llamadas sikake-bako o tie-bako, son relativamente simples y están poco decoradas. Durante el siglo XIX, las combinaciones de desplazamiento de partes móviles se hacen más complejas. Alrededor de 1870, los maestros artesanos Takajiro Ohkawa, Tatsunosuke Okiyama y Kikukawa incorporaron la decoración yosegi-zaiku en la fabricación de estas cajas, creando el primer himitsu-bako de Hakone.
Los artesanos actuales que crean los himitsu-bako no hacen ellos mismos los zuku de los yosegi-zaiku, los obtienen de artesanos especializados en su elaboración. En la zona de Hakone, el pueblo de Hatajuku es particularmente famoso por este arte. El maestro artesano Yamada Kikujirō que trabaja allí es uno de los artesanos más famosos de Hakone-yosegi-zaiku en Japón. En 1984, el Ministerio de Industria y Comercio Internacional de Japón proveyó a este tipo de carpintería con la etiqueta nacional de artesanía tradicional.

## Especies
Los colores de los patrones hechos por la técnica yosegi se obtiene directamente del color de las diferentes especies de madera utilizadas. En la región de Hakone, los artesanos usan por ejemplo: 
- Blanco: Euonymus japonicus o Ilex macropoda.
- Negro: Árbol de Katsura envejecido (árbol del caramelo).
- Amarillo: Picrasma quassioides, morera o rhus.
- Marrón: Alcanforero o maackia.
- Púrpura: Nogal.
- Azul: Bilimbi.
- Rojo: Toona sinensis (Cedro chino).